# 艺术学院站
艺术学院站（蒙古语：ᠤᠷᠠᠯᠢᠭ ᠤᠨ ᠳᠡᠭᠡᠳᠦ ᠰᠤᠷᠭᠠᠭᠤᠯᠢ）是呼和浩特地铁1号线的地铁车站，位于中华人民共和国内蒙古自治区呼和浩特市新城区东街街道、东风路街道与赛罕区乌兰察布东路街道交界新华大街与兴安南路交叉口地下，2019年12月29日開通运营。

## 车站结构
艺术学院站位于新华大街与兴安南路交叉口，沿新华大街东西向布置，长235.3米，宽22.7米，为地下两层岛式车站。
| 地面              | 出入口 | A-D出入口 |
| 地下一层          | 站厅   | 客服中心、自动售票机、验票机                                                                                          |
| 地下二层          | 站台层 | \| \| \| █ 1号线往伊利健康谷（将军衙署） \| \| 島式 · 開左邊车门 \| \| \| \| \| \| █ 1号线往坝堰（机场）（东影路） \| |
|                   |        | █ 1号线往伊利健康谷（将军衙署）                                                                                       |
| 島式 · 開左邊车门 |        | |
|                   |        | █ 1号线往坝堰（机场）（东影路）                                                                                       |

## 车站出口
艺术学院站共设4个出口，各出口及周围设施如下所示：
| 出口编号            | 照片 | 地点             | 可到达目的地                     |
| ------------------- | ---- | ---------------- | -------------------------------- |
| A · 出口 · （设有） |      | 新华东街（北侧） | 内蒙古艺术学院                   |
| B · 出口            |      | 新华东街（南侧） | 中国农业发展银行内蒙古自治区分行 |
| C · 出口            |      | 新华大街（南侧） | 维多利国际广场                   |
| D · 出口            |      | 新华大街（北侧） | 呼和浩特市第十九中学             |
| 图例： 设有         |      |                  |                                  |

## 接驳交通

### 公交车
- 鼓楼立交桥：机场巴士1号线
- 十四中：3路、19路、27路、29路、66路、75路、92路、K1路、夜间3号线、夜间4号线、夜间7号线、东客站夜间专线

## 历史
- 2018年11月8日，车站主体结构封顶[3]。
- 2019年12月29日，本站随1号线通车一同开通[1]。